# Jaisalmer (stad)
Jaisalmer is een stad in de Indiase deelstaat Rajasthan. De stad ligt in het gelijknamige district Jaisalmer waarvan het de hoofdstad is en heeft 65.471 inwoners (2011).
De stad is een belangrijke toeristische trekpleister. Jaisalmer staat bekend als de gouden stad vanwege de vele gebouwen in gele zandsteen, niet in het minst de bouwwerken onderdeel van de historische versterkte stad in het heuvelfort Fort Jaisalmer.
Het versterkte heuvelfort bevindt zich aan de zuidelijke stadsrand van de stad.
Jaisalmer was de voormalige hoofdstad van het gelijknamige koninkrijk dat in oppervlakte overeen komt met de hedendaagse deelstaat Rajasthan. Jaisalmer ligt 575 km ten westen van de huidige hoofdstad van Rajasthan, Jaipur in het zandig westelijk deel van de Tharwoestijn. Het district Jaisalmer grenst in het noorden, westen en zuidwesten aan de landsgrenzen van India met Pakistan.